# Disophrys variegatenda
Disophrys variegatenda är en stekelart som beskrevs av Roy D. Shenefelt 1970. Disophrys variegatenda ingår i släktet Disophrys och familjen bracksteklar. Inga underarter finns listade i Catalogue of Life.